# Stramberie di Hollywood
Stramberie di Hollywood (Hollywood Capers) è un film del 1935 diretto da Jack King. È un cortometraggio d'animazione della serie Looney Tunes, uscito negli Stati Uniti il 19 ottobre 1935. Il film divenne di pubblico dominio nel 1964 dopo che la Seven Arts Productions, che ne deteneva i diritti, non ne rinnovò il copyright.

## Trama
A Hollywood gli attori vanno allo studio Warner Bros. a lavorare. Arriva allo studio anche Beans che viaggia nella sua macchina malconcia, ma la guardia non gli permette di entrare. Senza tirarsi indietro, Beans si traveste da Oliver Hardy e passa attraverso il cancello senza destare sospetti. Togliendosi il travestimento, Beans entra in un teatro di posa dove Oliver Gufo sta dirigendo un film. Guardando da una passerella, Beans vede la Piccola Kitty recitare una scena in cui un attore cerca di corteggiarla. All'improvviso, un operaio di passaggio fa cadere accidentalmente Beans addosso all'attore, con grande fastidio di Oliver, che lo caccia via. Beans entra in una sala di scena dove un robot in stile mostro di Frankenstein è su un tavolo. Mentre si allontana spaventato, il gatto atterra su un interruttore. Di conseguenza, il robot si attiva e si alza. Il robot si scatena e tutti fuggono dallo studio. Beans cerca di colpirlo con una sbarra di ferro, ma il robot è molto robusto e lo lancia attraverso il palcoscenico. Quando Beans atterra accanto a un ventilatore gigante, lo accende, generando una forza di burrasca sul robot. Il robot resiste alla corrente d'aria, ma cammina dritto contro il ventilatore, finendo in mille pezzi.

## Distribuzione

### Edizione italiana
Il corto fu distribuito in Italia direttamente in DVD nel 2006. Il doppiaggio fu eseguito dalla Time Out Cin.ca e diretto da Massimo Giuliani.

### Edizioni home video
Il corto fu pubblicato in DVD-Video in America del Nord nel secondo disco della raccolta Looney Tunes Golden Collection: Volume 3 (intitolato Hollywood Caricatures and Parodies) distribuita il 25 ottobre 2005, dove è visibile anche con un commento audio di Jerry Beck e Martha Sigall. In Italia fu invece inserito nel DVD Daffy Duck & Porky Pig: Volume 2 della collana Looney Tunes Collection, uscito il 18 maggio 2006.